# Aethiophysa acutipennis
Aethiophysa acutipennis là một loài bướm đêm trong họ Crambidae.